# Aleksandr Pushkin (Schiff)
Die Aleksandr Pushkin (russisch Александр Пушкин) ist ein unter russischer Flagge fahrendes 4-Sterne-Flusskreuzfahrtschiff, das im Jahre 1974 auf der Schiffswerft Korneuburg der Österreichischen Schiffswerften AG Linz in Korneuburg/Österreich gebaut und an die Wolga-Flussreederei (russisch ГП Волжское объединённое речное пароходство МРФ РСФСР) in Gorki ausgeliefert wurde. Es gehört zur Maksim Gorkiy-Klasse (Projekt Q-040). Das Schiff wurde nach dem russischen Dichter Alexander Puschkin benannt.

## Beschreibung
Das Flusskreuzfahrtschiff mit vier Passagierdecks gehört zu einer 1974 bis 1975 hergestellten Baureihe von vier Schiffen des Typs Maksim Gorkiy / Vasiliy Surikov, welche auch als „Projekt Q-040“ / „Projekt Q-040A“ bekannt war. Die Aleksandr Pushkin verfügt über einen dieselelektrischen Antrieb mit zwei sowjetischen Viertakt-Hauptmotoren 6TschRN 36/45 (G60) mit je 900 PS.

## Einsatz
Die Aleksandr Pushkin wird auf der Wolga, Moskwa und Newa auf der Kreuzfahrt-Strecke Astrachan–Moskau, Moskau–Sankt Petersburg von der Vodohod eingesetzt.

## Ausstattung
Das Schiff hat 1-, 2- und 3-Bettenkabinen, die alle mit Waschgelegenheit versehen sind. Darüber hinaus stehen drei Bars, Restaurant und Gemeinschaftsraum zur Verfügung.